# Tagtsepa
Tagtsepa Lhagyal Rabten, (Wylie: Stag rtse pa lha rgyal rab brtan), död 1720 var regent under Dzungariets 3-åriga styre (1717-1720) när de västmongoliska dzungarerna invaderade Tibet. Han bar den tibetanska titeln sakyong (sa-skyong, 'jordens beskyddare'). När Qingimperiet 1720 lyckades fördriva dzungarerna och Kelzang Gyatso kunde bestiga tronen i Potalapalatset som den sjunde Dalai Lama blev Tagtsepa avrättad för att ha samarbetat med dzungarerna. Därmed inleddes perioden med Tibet under Qingdynastin.

## Bakgrundshistorik
Dzungarernas invasion ska ses mot bakgrunden av manchuernas och kinesernas Qingdynastis aggressiva expansion i Centralasien. Dzungarerna hade konverterat till den tibetanska buddhismen och motsatte sig Qingdysnastin under mer än ett århundrade, med ledare som Galdan Boshugtu Khan, Tsewang Rabtan och Galdan Tseren. Dzungarerna hade konverterat till den tibetanska buddhismen under tidigt 1600-tal och hade nära samröre med de inflytelserika gelugerna, även kända som Gula hatt-sekten och deras ledning. Erövringen av Tibet 1717 var i första hand ämnad som ett utvidgande av Dzungariet, men syftade också till att avsätta Khoshut-klanens ledare Lhabzang Khan som var Qing-vänlig och som härskat över Tibet sedan 1705. Ett annat mål var att insätta den sjunde Dalai lama, Kelzang Gyatso på tronen i Lhasa, något som däremot aldrig lyckades.

## Tagtsepas roll
Tagtsepa Lhagyal Rabten tillhörde administrationen I Tibet både före och efter Lhabzang Khans  maktövertagande 1705. Han informerade dzungariernas befälhavare Tsering Dondup om Lhabzang Khans försvarslinjer när denne attackerade Tibet via den nordvästra rutten med 6000 soldater. Lhabzang Khans son Surya fick fly från Potalapalatset och sökte skydd hos Tagtsepa tillsammans med ett antal regeringsmedlemmar. Tagtsepa överlämnade emellertid dem till de dzungariska segerherrarna. Enligt en annan version var det dock bönder som var rädda för de dzungariska krigarna som genomförde överlämnandet.
Segerherrarna placerade Tagtsepa på tronen med titeln sakyong, men enbart som en marionett. Den verkliga makten behöll befälhavaren Tsering Dondup och det förmögna Tibet utsattes för en omfattande plundring. Den italienske missionären Ippolito Desideri skrev att ockupanterna "inget annat gjorde under hela 1718 än att utsätta kungarikets folk för avskyvärdheter".
Qing-dynastin uppfattade dzungarernas erövring av Tibet som ett allvarligt hot mot deras ställning i Inre Asien. 1718 anföll man därför med en armé på 7000 man, men armén nedgjordes av dzungarernas krigare. Ett förnyat anfall skedde 1720 med två stora kejserliga arméer. Efter en inmarsch över svår terräng nådde den sydliga armén Lhasa från Sichuan. Denna gång mötte armén så gott som inget motstånd eftersom dzungarernas armé koncentrerade sina styrkor till Damshung för att möta den nordliga armén som kom från Qinghai-provinsen. Lhasa blev sålunda ockuperad av kineserna.
Tagtsepa bytte omedelbart sida när den kinesiska armén invaderat Tibet. Invasionsstyrkan bad honom följa med till Lhasa. Det verkade först som att han skulle få fortsätta regera och fick gå vid Dalai lamas sida. Emellertid blev han snart anklagad från flera håll och satt i husarrest. I november avrättades han medelst halshuggning tillsammans med två ministrar, efter att ha befunnits skyldig till anklagelserna.